# Alduides
Alduides (en euskera: Aldude; en francés: Aldudes) es una localidad y comuna francesa, situada en el departamento de Pirineos Atlánticos, en la región de Aquitania. Pertenece al territorio histórico vascofrancés de Baja Navarra.
Administrativamente también depende del Distrito de Bayona.

## Heráldica
Cuartelado: 1.º, en campo de gules, el monograma de la Virgen de oro, sumado de crucecita del mismo metal y una bordura cosida, de azur, fileteada de oro; 2.º, en campo de plata tres palomas de azur, bien ordenadas; 3.º, en campo de oro, un guante de laxua, puesto en banda y acompañado en jefe de una pelota, todo al natural, y 4.º, en campo de gules una letra mayúscula “K” (Kintoa), de plata sumado de una corona real de oro.

## Demografía
| Gráfica de evolución demográfica de Aldudes entre 1800 y 1851 |
|                                                               |

Fuentes: Ldh/EHESS/Cassini e INSEE.